# Ice Cream (Jazzstandard)
Ice Cream oder I Scream, You Scream, We All Scream for Ice Cream (Ich schreie, du schreist, wir alle schreien nach Eiskrem) ist ein populäres Lied, das 1927 erstmals veröffentlicht wurde. Die Musik stammt von Robert A. King, der Text von Howard Johnson und Billy Moll. Verlegt wurde der Titel bei Shapiro, Brenstein & Co.
Nachdem das Lied zunächst als Novelty Song erfolgreich war, erlebte es in den 1940er und 1950er Jahren ein Revival mit neuem Text. Heute gilt das Stück als traditioneller Jazzstandard, der oft gecovert und in Filmen eingesetzt wird.

## Novelty Song
Das Lied war einer der Novelty Songs der Tin-Pan-Alley-Phase, wie zum Beispiel auch Oh! By Jingo! (1919) oder Yes! We Have No Bananas (1922, deutsch Ausgerechnet Bananen!). Der Text dreht sich um ein fiktives College namens „Ogiwawa“ in „the land of ice and snows, up among the Eskimos“ (im Land von Eis und Schnee, oben bei den Eskimos). Der Kampfgesang des College ist der Refrain des Liedes: „I Scream, You Scream, We All Scream for Ice Cream“.
Erste Aufnahmen machten Waring’s Pennsylvanians für Victor und Harry Reser’s Syncopators für Columbia. Weitere Aufnahmen spielten The Revelers für Edison Records, The Happiness Boys (Billy Jones, Ernest Hare, mit Phil Ohman, Piano) 1927 für Odeon und The Six Jumping Jacks für Brunswick Records ein. Im Bereich des Jazz wurde der Song in den 1920er-Jahren laut Tom Lord auch von Dajos Béla, Lud Gluskin, den Six Jelly Beans, Efim Schachmeister, Ben Berlin und den Lanigiro Syncopating Melody Kings aufgenommen.

## Jazzstandard
1944 nahm der Jazzhistoriker Bill Russell für sein Plattenlabel American Music Records in New Orleans eine Jazz-Combo mit George Lewis und Jim Robinson unter dem Namen „Jim Robinson’s Band“ auf. Ihre Version von Ice Cream wurde bald von anderen Dixieland-Posaunisten kopiert, darunter Chris Barber.
Als Barbers Band den Song 1954 erstmals aufnahm, orientierten sie sich an der Instrumentalversion von Lewis und Robinson. Als der Produzent sie bat, einen Text zu singen, schrieb Pat Halcox mit anderen Mitgliedern der Band einen eigenen Text (Ice Cream, News Cream, Everybody Wants Ice Cream, Rock, Oh Rock My Baby Roll), der heute bekannter ist als der Originaltext von 1927. Der Song, den sie auch später neu aufnahmen, etwa 1959 vor 12.000 Menschen in der Deutschlandhalle in Berlin, wurde ein Hit, in Deutschland auch in den Plattenautomaten. Er gehört seither in das Repertoire des traditionellen Jazz.